# Diaphananthe millarii
Diaphananthe millarii är en orkidéart som först beskrevs av Harry Bolus, och fick sitt nu gällande namn av Hans Peter Linder. Diaphananthe millarii ingår i släktet Diaphananthe och familjen orkidéer. Inga underarter finns listade i Catalogue of Life.